# デボンポート (タスマニア州)
デボンポート（Devonport）は、オーストラリアのタスマニア州北部にある港町。人口は2万6150人（2021年）。フェリーがメルボルンとの間で運航している。
デボンポートはマージー川河口の肥沃な土壌の恩恵を受け、野菜や穀物を中心とした農業生産が盛んである。中心市街地には大手小売店が集積しており、広域から買い物客を集めている。

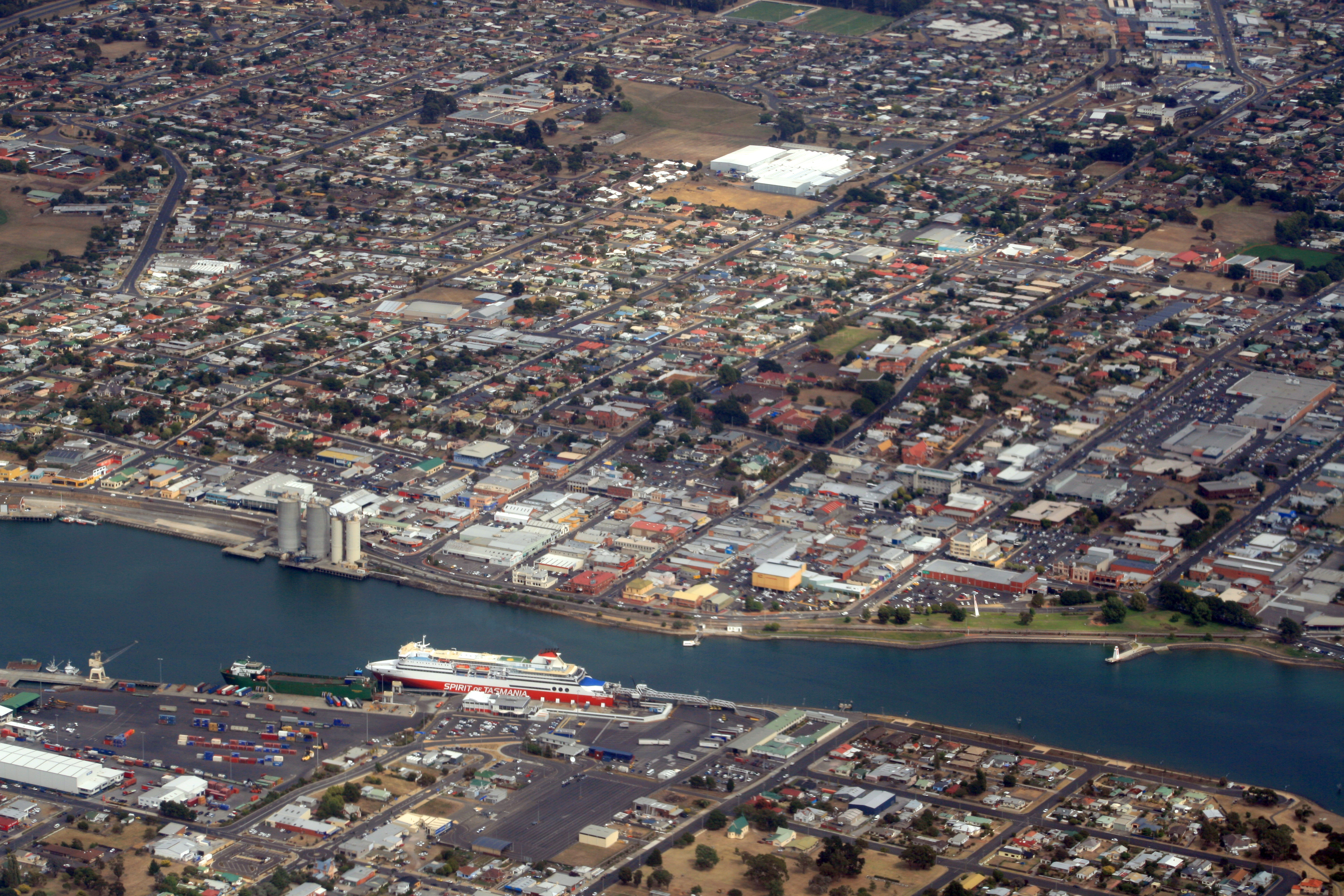
デボンポート　マージー川

熊本県の水俣市が姉妹都市である。